# Marie-Pelline Grimaldi
Marie-Pelline Grimaldi, connue sous le titre de mademoiselle de Chabeuil, ou encore comme la "Muse de Monaco" est une princesse de Monaco, fille du prince Antoine Ier de Monaco. Elle est aussi une musicienne et claveciniste au XVIIIe siècle.

## Biographie
Petite-fille d’Honoré II, fille d'Antoine Ier de Monaco et de Marie de Lorraine, Marie-Pelline Grimaldi est née le 23 octobre 1708 à Monaco. Marie-Pelline reçoit de son père le titre de mademoiselle de Chabeuil. Comme toute la famille, elle est musicienne et montre des dispositions pour le clavecin.
Après que son père a écrit au compositeur François Couperin pour lui exprimer son admiration, celui-ci lui fait parvenir une petite pièce pour clavecin, en la majeur, écrite par lui et dédicacée à la jeune mademoiselle de Chabeuil, à laquelle il donne le nom de "Muse de Monaco". L'intérêt de l'ancien organiste de la chapelle royale devenue claveciniste du roi pour la jeune princesse fait rejaillir la célébrité européenne de Couperin sur la principauté.
Elle s'installe avec son père dans leur domaine, racheté aux moines de Lérins, à Carnolès, près de Menton, où Antoine Ier a fait construire sa résidence champêtre par l'architecte Ange-Jacques Gabriel. Là, au calme, ils peuvent se dédier à l'étude musicale, mais la santé fragile de Marie-Pelline les contraint à revenir le 23 juin 1724 à la suite d'une épidémie de petite vérole. La consultation des plus grands médecins de l'époque, comme Jean-Claude-Adrien Helvétius ou Jean Astruc n'y fait rien.
Elle meurt prématurément à 18 ans le 24 septembre 1726 à Menton. Ramenée à Monaco en pleine nuit, sur une felouque, son corps est inhumé dans la sépulture princière, à la chapelle Saint-Sébastien, laissant son père au désespoir. Le départ de la Sérénissime Demoiselle Pelline Marie le laisse effondré. « Que deviendrai-je, écrit-il, ô mon Dieu, après avoir perdu en cette aimable enfant tout ce qui m’attachait à la vie ?» À son frère, Monseigneur François Honoré de Grimaldi, devenu archevêque de Besançon avec lequel il s’était brouillé, il avoue : « Cette mort me désespère et je l’envie. Veuille le Seigneur m’en accorder une pareille. ».
Elle laisse peu de souvenirs; les archives du Palais princier de Monaco ne possèdent que deux de ses lettres adressées à sa sœur la duchesse de Valentinois datées du 18 janvier 1726, qui ne traitent que d'affaires de familles, sans aucune allusion musicale.

## Représentation
Dans le domaine iconographique, Marie-Pelline n'est connue que sous deux portraits d’enfance du peintre Jean-Baptiste van Loo, peints en 1712 et actuellement conservés au Musée des Beaux-Arts de Saint-Lô.

## Postérité
Une pièce baroque pour clavecin, composée par François Couperin, lui est dédiée. Elle est publiée par le compositeur baroque au sein de son dans le Quinzième ordre, en la. Une réédition de la partition La Muse de Monaco a été publiée à Monaco le 19 avril 1956, à l’occasion du mariage de Rainier III et Grace Kelly, par les éditions de l’Oiseau-Lyre. Marie-Pelline a aussi donné son surnom, La Muse de Monaco, à un ensemble de musique classique sur instruments d'époque se produisant à Monaco et dans les environs.
Une rue à son nom a été inaugurée par le Prince Albert II dans la ville de Chabeuil le 17 mai 2013. Elle se trouve au sommet de la montée du Barda, sur la place qui offre un point de vue sur toute la plaine. Elle rappelle les liens historiques entre la Principauté de Monaco et la ville de Chabeuil, depuis la signature le 14 septembre 1641 du traité de Péronne entre Louis XIII et Honoré II reconnaissant l’indépendance de la Principauté, ratifiant la protection de la France sous la forme d’une garnison française installée à demeure sous les ordres du Prince et donnant aux Grimaldi des droits sur le Valentinois. Ces droits seront complétés en 1647 par de nouvelles lettres patentes de Louis XIV, augmentant les droits du Prince de Monaco sur Chabeuil, au-delà du Valentinois.